# Ralph Warburton
Pour les articles homonymes, voir Warburton.
Ralph Warburton (né le 7 février 1924 à Cranston, dans l'État de Rhode Island aux États-Unis et mort le 25 décembre 2021 à Wakefield (Rhode Island)) est un joueur professionnel américain de hockey sur glace.

## Carrière de joueur
Il commence sa carrière en 1948 avec les Clarks de Milwaukee dans la Ligue internationale de hockey.
Il prend part avec l'équipe nationale des États-Unis aux Jeux olympiques d'hiver de 1948 se tenant à Saint-Moritz en Suisse.

## Statistiques

### En club
| Saison    | Équipe                | Ligue |    | Saison régulière | Saison régulière | Saison régulière | Saison régulière | Saison régulière |   | Séries éliminatoires | Séries éliminatoires | Séries éliminatoires | Séries éliminatoires | Séries éliminatoires |
| Saison    | Équipe                | Ligue | PJ | B                | A                | Pts              | Pun              | PJ               | B | A                    | Pts                  | Pun                  |                      |                      |
| 1944-1945 | Dartmouth College     | NCAA  |    |                  |                  |                  |                  | -                | - | -                    | -                    | -                    |                      |                      |
| 1945-1946 | Dartmouth College     | NCAA  |    |                  |                  |                  |                  | -                | - | -                    | -                    | -                    |                      |                      |
| 1946-1947 | Dartmouth College     | NCAA  |    |                  |                  |                  |                  | -                | - | -                    | -                    | -                    |                      |                      |
| 1947-1948 | Dartmouth College     | NCAA  |    |                  |                  |                  |                  | -                | - | -                    | -                    | -                    |                      |                      |
| 1948-1949 | Clarks de Milwaukee   | LIH   | 32 | 28               | 13               | 41               | 38               | -                | - | -                    | -                    | -                    |                      |                      |
| 1949-1950 | Clarks de Milwaukee   | EHL   | 51 | 20               | 28               | 48               | 24               | 14               | 4 | 7                    | 11                   | 8                    |                      |                      |
| 1950-1951 | Olympics de Boston    | EHL   | 54 | 33               | 30               | 63               | 24               | 6                | 4 | 0                    | 4                    | 6                    |                      |                      |
| 1954-1955 | Warriors de Worcester | EHL   | -  | -                | -                | -                | -                | -                | - | -                    | -                    | -                    |                      |                      |

### En équipe nationale
| Année | Équipe     | Compétition     |   | PJ | B | A  | Pts | Pun      |  | Résultat |
| 1948  | États-Unis | Jeux olympiques | 8 | 16 | 5 | 21 | 6   | 4e place |  |          |